# Divina invasione
Divina invasione (The Divine Invasion) è il secondo romanzo della Trilogia di Valis di Philip K. Dick, pubblicato nel 1981, insieme ai libri Valis e La trasmigrazione di Timothy Archer, le ultime opere realizzate da Dick prima della morte. È ambientato in un futuro indeterminato, forse un secolo o più dopo Valis. In origine era intitolato Valis Regained (allusione al Paradise Regained di John Milton).
Quello che Dick mette in scena, non senza una sana dose di ironia, è il Secondo avvento, il ritorno di Dio sulla Terra, che si configura come invasione dallo spazio.

## Trama
La vicenda si apre sulla Terra, col primo giorno di scuola di un orfano, Manny Asher, accompagnato dal prozio Elias Tate. Il bambino è stato concepito da Rybys Rommey, una colonia terrestre sul lontano pianeta CY30-CY30B, e non ha conosciuto né lei né il patrigno Herb Asher, perché i due sono stati coinvolti in un incidente che ha portato alla morte della prima e al coma profondo del secondo. Il bambino è stato quindi partorito da una madre clinicamente morta, e non ha mai potuto incontrare il suo patrigno; quest'ultimo rivive la vicenda del suo incontro con Rybys su CY30-CY30B, illudendosi di essere ancora vivo, anche se tutta una serie di particolari lo fanno sospettare che nella sua realtà qualcosa non funzioni.
Quando Manny incontra nella scuola Zina, una bambina che sa anche troppe cose su di lui, si comincia a rivelare la realtà: Manny è l'incarnazione di Dio, tornato sulla Terra dallo spazio per la battaglia finale con Belial, signore di questo mondo, una delle varie incarnazioni di Lucifero. Gli Asher sono allora una versione fantascientifica della Sacra Famiglia, con Herb nella parte di Giuseppe e Rybys come Madonna malata terminale di cancro, dal carattere impossibile. Elias è in realtà il profeta Elia reincarnato, mandato da Dio a proteggere il nuovo Messia (e ce n'è bisogno, perché l'incidente che ha ucciso la madre è stato in realtà organizzato dai potenti della Terra che operano per conto di Belial). Zina è l'altra metà di Dio, quella che perse quando abbandonò la Terra; nelle parole dello stesso Dick, “la Schekhina, la Presenza immanente che non ha mai abbandonato il mondo. Il lato femminile di Dio.”
La trama si snoda tra colpi di scena, disquisizioni teologiche, scene grottesche (come quella in cui Herb cerca di convincere un poliziotto di essere solo un'allucinazione), fino al momento in cui Zina e Emmanuel/Manny si riconoscono reciprocamente, e la scissione è sanata; anche se il momento della resa dei conti con Belial è rimandato perché lo scontro tra i due porterebbe alla distruzione della Terra e delle sue bellezze.

## Edizioni
- Philip K. Dick, The Divine Invasion, Timescape Books, 1981,  p. 239.
- Philip K. Dick, Divina invasione, traduzione di Vittorio Curtoni, collana Urania n° 1031, Arnoldo Mondadori Editore, 1986.
- Philip K. Dick, Divina invasione, traduzione di Vittorio Curtoni, collana Piccola Biblioteca Oscar n° 232/2, Arnoldo Mondadori Editore, 2000,  p. 252.
- Philip K. Dick, Divina invasione, collana Collezione Immaginario Dick, Fanucci, 2006,  p. 288.
- Philip K. Dick, L'invasione divina, traduzione di Paolo Parisi Presicce, in Opere scelte, collana I Meridiani, Arnoldo Mondadori Editore, 2025.